# Powiat nowogardzki
Powiat nowogardzki (przez krótki czas po wojnie jako powiat nowogrodzki) – powiat istniejący w latach 1945–1975 na terenie obecnych powiatów goleniowskiego i łobeskiego (woj. zachodniopomorskie). Jego ośrodkiem administracyjnym był Nowogard.
Już w 1808 r. Nowogard ustanowiono siedzibą powiatu. W 1819 r. w wyniku kolejnej reformy administracyjnej powiększono obszar powiatu nowogardzkiego o miasta Goleniów i Maszewo. Bezpośrednio po zakończeniu II wojny światowej władze zachowały dawny podział i ustanowiono powiat nowogardzki. W 1954 r. (w województwie szczecińskim) utworzono powiat goleniowski z siedzibą władz w Goleniowie – w wyniku czego pomniejszono znacznie powiat nowogardzki. W 1975 r. po zniesieniu powiatów obszar powiaty wszedł w skład nowego (dużo mniejszego) województwa szczecińskiego.
W związku z reformą administracyjną w 1999 r. tereny byłego powiatu (jak również byłego powiatu łobeskiego) włączono do powiatu goleniowskiego. Spotkało się to z licznymi protestami mieszkańców i urzędów lokalnych, powołujących się na historyczne aspekty istnienia powiatu. Protesty okazały się jednak nadaremne. Powiat łobeski został utworzony w 2002 r., lecz tereny byłego powiatu nowogardzkiego pozostają nadal w zasięgu powiatu goleniowskiego (i częściowo łobeskiego).